# Susanne Willems
Susanne Willems (geb. 1959) ist eine deutsche Historikerin und Autorin.

## Leben
Susanne Willems studierte ab 1977 Rechts- und Geschichtswissenschaften in Freiburg und Bochum. 1980 und 1981 war sie im Freiwilligen sozialen Friedensdienst in den USA bei der Anti-Defamation League of B’nai B’rith, New York City, und bei der Community for Creative Non Violence, Washington, D.C., in Einrichtungen für Obdachlose tätig. Ab 1982 setzte sie ihr Studium an der Ruhr-Universität Bochum in den Fächern Neuere Geschichte, Ost- und Südosteuropäische Geschichte, Staats- und Völkerrecht fort, das sie 1986 mit dem M.A. abschloss. 1999 promovierte sie zum Dr. phil. Sie war Stipendiatin der Friedrich-Naumann-Stiftung, der Hans-Böckler-Stiftung und des Robert-Goldmann-Stipendiums der Stadt Reinheim.
Nach Tätigkeiten als wissenschaftliche Mitarbeiterin und Lehrbeauftragte in Bochum war sie Leiterin der Informations- und Beratungsstelle für NS-Verfolgte in Köln (1990–1991) und ab 1995 freiberufliche Historikerin. Sie war als DAAD-Dozentin an der Pädagogischen Universität Woronesch und der Akademie für das Gerichtswesen der Russischen Föderation (2004–2008) und ab 2011 als Lehrbeauftragte am Lehrstuhl für deutsche Geschichte des 20. Jahrhunderts an der Humboldt-Universität zu Berlin tätig.
Ehrenamtlich übernahm sie Funktionen auf Landes- und Bundesebene in der Vorstandsarbeit der JungdemokratInnen/Junge Linke (1983–1987), im Präsidium des Evangelischen Kirchentags (1987–1997), im Vorstand der Aktion Sühnezeichen Friedensdienste (1992–1995) und 1994–2003 im Vorstand der Stiftung für die Internationale Jugendbegegnungsstätte Auschwitz in Oswiecim/Polen (1994–2003).

## Auszeichnungen
- Kavalierskreuz der Republik Polen (2005)

## Schriften

### Monografien
- Lothar Kreyssig. Vom eigenen verantwortlichen Handeln. Eine biographische Studie zum Protest gegen die Euthanasieverbrechen in Nazi-Deutschland. Berlin 1995.
- Der entsiedelte Jude. Albert Speers Wohnungsmarktpolitik für den Berliner Hauptstadtbau (= Publikationen der Gedenk- und Bildungsstätte Haus der Wannseekonferenz. Band 10). Berlin 2002.
- Auschwitz. Die Geschichte des Vernichtungslagers (mit Fotografien von Fritz Schumann). Edition Ost, Berlin (2015) 2025, ISBN 978-3-360-01866-3.
- Der entsiedelte Jude. Albert Speers Wohnungsmarktpolitik für den Berliner Hauptstadtbau. 2. Auflage, Das Neue Berlin, Berlin 2018, ISBN 978-3-360-01332-3.
- Auschwitz. Terror – Sklavenarbeit – Völkermord. Edition Ost, Berlin 2025, ISBN 978-3-360-02823-5.

### Herausgeberschaften
- mit Hans Mommsen, Herrschaftsalltag im Dritten Reich. Studien und Texte, Düsseldorf 1988

### Buch- und Zeitschriftenbeiträge
- Krankenmorde in der NS-Zeit und die Reaktion der Kirchen, Referat, Tagung des Ev. Bildungswerkes Berlin (West), Juni 1988, in: 'Sterbehilfe' – Tötung auf wessen Verlangen?, Dokumentation 64/89 des Ev. Bildungswerks Berlin, S. 22–39
- Bilanz der verschiedenen Interpretationen der Nazi-Völkermorde, Vortrag auf dem Internationalen Kolloquium auf Initiative der Auschwitz-Stiftung, Brüssel, im November 1988, in: Révision de l'histoire. Totalitarismes, crimes et génocides nazis, hrsg. v. Yannis Thanassekos und Heinz Wismann, Paris 1990, S. 97–106.
- Widerstand aus Glauben. Lothar Kreyssig und die Euthanasieverbrechen, in: Verfolgung – Alltag – Widerstand. Brandenburg in der NS-Zeit, hrsg. von Dietrich Eichholtz in Zusammenarbeit mit Almuth Püschel, Berlin 1993, S. 383–410
- Die Verfolgung der Juden in Bochum und Wattenscheid. Die Jahre 1933 bis 1945 in Berichten, Bildern und Dokumenten, Autorenkollektiv (=Schriftenreihe zur antifaschistischen Geschichte Bochums Nr. 4, hrsg. v. d. Vereinigung der Verfolgten des Naziregimes / Bund der Antifaschisten, Kreisvereinigung Bochum), Bochum 1993.
- Die Neugestaltung Berlins als Reichshauptstadt – auf Kosten der Berliner Juden 1938 bis 1942, in: Bulletin für Faschismus- und Weltkriegsforschung, Berlin, Heft 10/1998, S. 3–22
- Anerkennung und Entschädigung von Sinti und Roma. Vom Fortbestand rassistischer Ausgrenzung in Deutschland nach 1945 (Beitrag zur internationalen Konferenz des Staatlichen Museums Auschwitz zu 'Sinti und Roma im KL Auschwitz-Birkenau und ihr Schicksal 1933-1945', Dezember 1991) Tagungsband, hrsgg. von Wacław Długoborski, Oswiecim 1998, S. 366–377.
- Sklavenarbeit für Siemens in Ravensbrück, in: Tod oder Überleben? Neue Forschungen zur Geschichte des Konzentrationslagers Ravensbrück (Bulletin für Faschismus- und Weltkriegsforschung, Beihefte, Bd. 1), Berlin 2001, S. 7–23
- Monowitz. in: Wolfgang Benz, Barbara Distel (Hrsg.): Der Ort des Terrors. Geschichte der nationalsozialistischen Konzentrationslager. Band 5: Hinzert, Auschwitz, Neuengamme. C.H. Beck, München 2007, ISBN 978-3-406-52965-8, S. 276–284.